# Sciophila cordata
Sciophila cordata är en tvåvingeart som beskrevs av Zaitzev 1982. Sciophila cordata ingår i släktet Sciophila och familjen svampmyggor.
Artens utbredningsområde är Alaska. Inga underarter finns listade i Catalogue of Life.